# Nirupama Vaidyanathan
Nirupama Vaidyanathan (Coimbatore, 8 december 1976) is een tennisspeelster uit India. Zij heeft ook gespeeld onder de naam Nirupama Sanjeev, Vaidyanathan was haar geboortenaam.
Zij begon op achtjarige leeftijd met het spelen van tennis.
In 1998 behaalde ze de tweede ronde van de Australian Open, waarmee ze de eerste Indiase vrouw was die in de modern era een volgende ronde op een grandslam behaalde.
In 2010 nam zij samen met Manisha Malhotra deel aan het damesdubbelspeltoernooi van de Olympische Spelen in Sydney. Ook nam zij meermalen deel aan de Aziatische Spelen, zowel in het dubbelspel als in het enkelspel.